# José Pío de Molina (obraz Goi)
José Pío de Molina – obraz olejny wykonany przez malarza Francisca Goyę (1746–1828), jedno z jego ostatnich dzieł, prawdopodobnie niedokończone. Znajduje się w zbiorach Museum Oskar Reinhart am Römerholz w Winterthur.
Pod koniec życia Goya wyemigrował do Francji i zamieszkał na stałe w Bordeaux – ośrodku hiszpańskiej emigracji. Zmarł wiosną 1828 roku w wieku 82 lat. Portret José Pío de Moliny był jednym z jego ostatnich dzieł. Przedstawia przyjaciela Goi, pierwszego burmistrza Madrytu po zatwierdzeniu konstytucji w 1823 roku, który – podobnie jak malarz – przebywał na emigracji w obawie przed reperkusjami ze strony hiszpańskiego monarchy absolutnego Ferdynanda VII. Pío de Molina udzielił Goi pomocy i schronienia, za co malarz odwdzięczył się, malując jego portret.
Malując portrety przyjaciół, Goya starał się zaakcentować ich indywidualizm, używając ograniczonej palety barw. Z tego względu obraz wydaje się niedokończony. Przejmujące blade światło stwarza głęboki dystans między portretowanym a widzem. Według opracowania Frehnerów, Goya malował ten portret ze świadomością zbliżającej się własnej śmierci.
Ewolucja stylu malarskiego Goi w jego późniejszych pracach może być konsekwencją choroby wzroku, prawdopodobnie zaćmy związanej z zaawansowanym wiekiem. Wyblakłe ciemne tła, które rozmywają się z sylwetką portretowanej osoby, mogą wskazywać na pewien stopień nadwerężenia oczu.